# Sigtryggr Silkiskegg
Pour les articles homonymes, voir Sigtrygg et Olafsson.
Sigtryggr Silkiskegg, Sitryggr ou Sihtric III Olafsson Silki Skegg (Barbe de soie) (en irlandais : Sitriuc mac Amlaeibh), plus connu sous le nom de Sitric à la Barbe Soyeuse, est né autour de 970 et mort en 1042. Il est un monarque norvégien-gaël, roi de Dublin de 989 à 1036 et membre de la dynastie des Uí Ímair. Capturé lors de la révolte avortée du Leinster de 999-1000, il est alors contraint de se soumettre à la loi du roi de Munster Brian Boru. Sa famille se lance dans une double alliance matrimoniale avec Boru ce qui ne l’empêche pas plus tard de se réaligner sur les principaux chefs de la révolte du Leinster de 1012 à 1014.
Il joue un rôle important dans le Cogad Gáedel re Gallaib, texte médiéval irlandais du XIIe siècle, et dans une saga islandaise du XIIIe siècle, la Saga de Njáll le Brûlé, qui le présentent comme le principal chef scandinave de la bataille de Clontarf en 1014.
Le long règne de Sigtryggr s’étend sur 46 années jusqu’à son abdication en 1036. Pendant cette période, ses armées se sont engagées sur différents fronts dans quatre des cinq provinces irlandaises de l’époque. Il a en particulier mené une longue série de raids en territoire de Meath, Wicklow, Ulster et peut-être même sur la côte du pays de Galles. Il a pendant son règne été en conflit avec certains des rois nordiques, comme ceux de Cork et de Waterford.
Sigtryggr va en pèlerinage à Rome en 1028 et est associé à la fondation de la cathédrale Christ Church de Dublin. Même si la ville connait divers revers de fortune pendant son règne, son activité commerciale, et surtout le commerce de la laine, a, elle, largement prospéré.

## sa vie

### Dénomination
Le nom de Sigtryggr Silkiskegg varie énormément suivant les sources. Il se voit ainsi dénommé Sigtrygg II Silkbeard Olafsson, mais aussi Sihtric, Sitric et Sitrick dans les textes irlandais. Les textes scandinaves le présente sous le nom de Sigtryg ou Sigtryggr.

### Sa famille
Sigtryggr Silkiskegg nait avec une double ascendance, viking et irlandaise. Il est le fils de Olaf Kvaran, aussi dénommé Amlaíb Cuarán et Olaf Cuarán, roi de York et roi de Dublin et de Gormflaith ingen Murchada. Gormflaith est la fille du roi de Leinster Murchad mac Finn, et la sœur de son successeur, le roi de Leinster Máel Mórda mac Murchada. Mariée à trois reprises, son précédent époux est le roi de Mide et Ard rí Érenn Mael Seachnaill II Mór. Comme les autres membres de sa famille elle fait l'objet de nombreuses entrées dans les Annales d'Ulster et les Annales des quatre maîtres. Elle y est présentée comme une belle, puissante et intrigante irlandaise ,. Le demi-frère paternel de Sigtryggr est Glúniairn, (c'est-à-dire Genou d'acier), qui est roi de Dublin de 980 à 989.
Un incident impliquant un des fils de Sigtryggr donne quelques indications sur l’économie de sa famille. Une rançon est réclamée après la capture d’un des fils de Sigtryggr. Celle-ci se compose entre autres de sept chevaux anglais. Cela suggère que, Dublin étant un des principaux ports pour l’importation de chevaux en Irlande, le roi et sa famille sont directement impliqués dans l’élevage de chevaux.

## Roi de Dublin

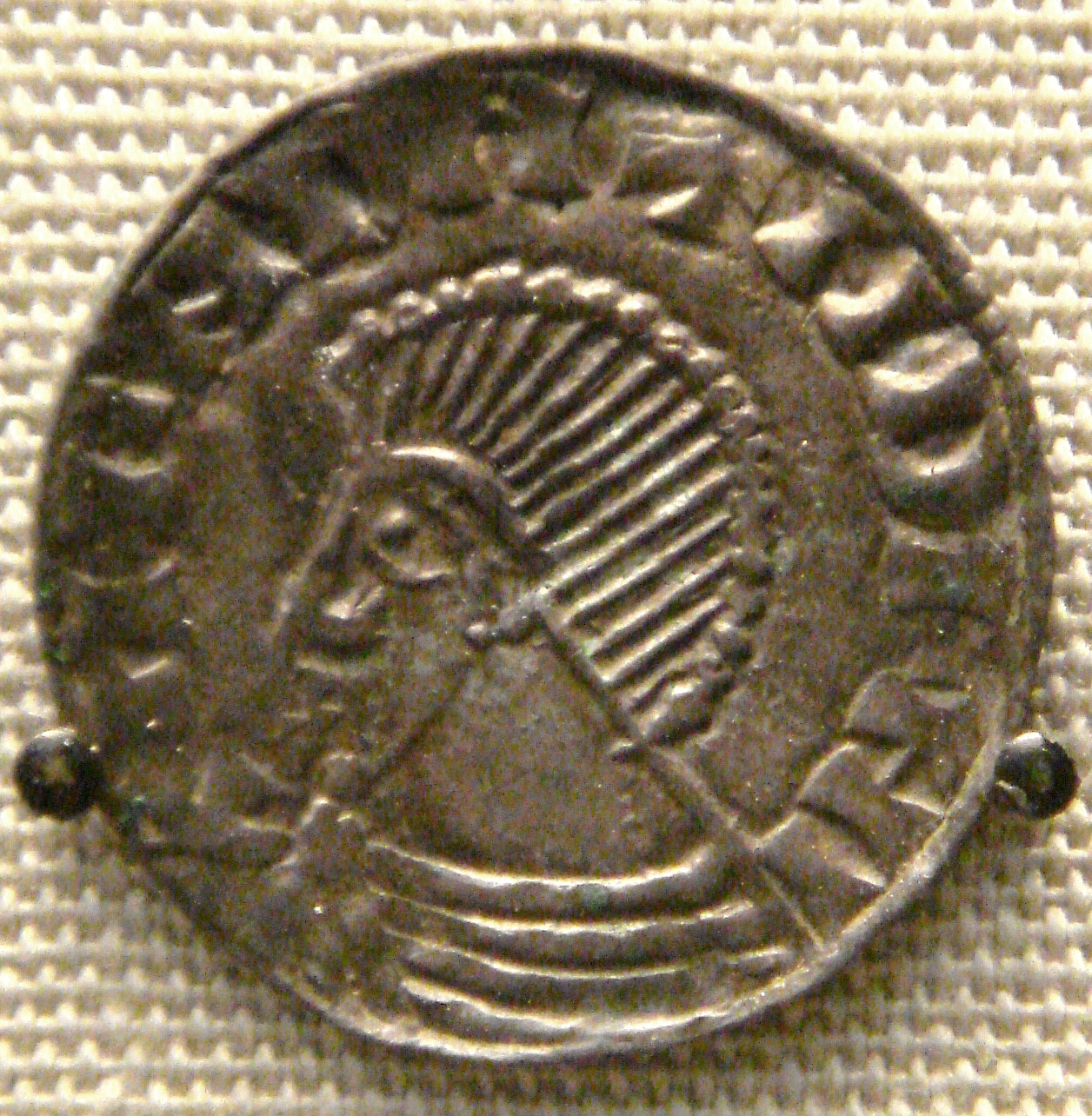
Penny d'argent posthume de « Sihtric » frappé à Dublin autour de 1050 et conservé au British Museum.

Sigtryggr succède en 989 à son demi-frère Gluniarian assassiné De 993 à 995 il doit faire face à Imhar roi de Waterford et il est brièvement expulsé de Dublin par ce dernier en 994.
Il reste cependant parmi les historiens un doute sur la date d’accession au trône de Dublin de Sigtryggr Silkiskegg. Il peut ou peut ne pas avoir succédé à son demi-frère Glúniairn comme roi de Dublin en 989 , parce qu’Ivarr de Waterford arrive au pouvoir à la même date dans la même ville. Les différentes annales irlandaises ne donnent curieusement que très peu d’informations à propos de Sigtryggr et de sa famille pendant ces supposées cinq premières années de règne. La raison de ce silence, avance Benjamin Hudson, est l’arrivée du futur Roi de Norvège, Olaf Tryggvason, qui prend résidence à Dublin pour quelques années après s’être marié avec Gytha, la sœur de Sigtryggr. Tryggvason aurait rencontré Gytha alors qu’il opérait des raids sur les côtes de la mer d'Irlande. La présence d’un puissant chef viking à Dublin a pu être un élément dissuasif contre les raids irlandais et Trygvasson a même pu affaiblir les ennemis de Sigtryggr en pillant leurs terres.
Le retour de Trygvasson en Norvège en 994 est avancé par Hudson comme une explication de l’expulsion temporaire de Sigtryggr de Dublin par son rival Ivarr de Waterford, dont il faut se rappeler qu’il avait régné sur la ville avant d’en être chassé par la force par Sigtryggr en 993. Mais tout dépend de l’interprétation des textes médiévaux. Dans tous les cas Sigtryggr n’est pas de retour à Dublin avant une bonne année. En 995, son neveu Muirchertach Ua Congalaich et lui attaquent l’église de Donaghpatrick dans le comté de Meath. En représailles, Máel Sechnaill prend Dublin et s’empare de l’anneau de Thor et de l’épée de Carlus. Sigtryggr attaque alors Kells et Clonard en 997. En 996, Máel Sechnaill et Brian Boru, roi de Munster, forcent Sigtryggr à reconnaitre leur souveraineté en le prenant en otage.
Ces événements permettent à Sigtryggr de réaliser combien la richesse de Dublin fait de la ville une cible attractive et que la cité a autant besoin d’alliés puissants que de murs pour la protéger. La campagne dublinoise n’apportant pas suffisamment de ressources pour pouvoir rivaliser avec les puissants princes irlandais, Sigtriggr s’allie dans un premier temps avec un oncle côté maternel, Máel Mórda, roi des Uí Fáeláin dans le nord du Leinster. En 999, ils battent leur cousin roi du Leinster Donnchad mac Domnall Claen et l’emprisonnent à Dublin.

## La première révolte duLeinstercontre Brian Boru
Dans les derniers mois de 999, les Leinstermen, historiquement hostiles à la domination des haut-rois de la dynastie Uí Néill et au Roi du Munster, s’allient aux vikings de Dublin et se révoltent contre Brian Boru. Cette alliance est une nouvelle opportunité pour Sigtryggr de s’allier avec Máel Mórda. Les forces de Boru infligent une défaite cruelle à l’armée de l’union Leinster-Dublin lors de la bataille de Glenmama où sont tués son fils Artalach, son frère Harald (en irlandais : Arailt) et son neveu. À la suite de cette victoire, Boru attaque et s’empare de la ville de Dublin. Le texte médiéval du XIIe siècle le Cogad Gáedel re Gallaib donne deux décomptes de l’occupation de la ville de Dublin : il en ressort que Brian Boru est resté dans Dublin de Noël à l’épiphanie (soit du 25 décembre au 6 janvier) ou de Noël à la Sainte-Brigitte (soit du 25 décembre au 1er février). Alors que les annales d'Ulster publiées plus tardivement datent la bataille de Glenmama au 30 décembre 999, les Annales d'Innisfallen donnent le 1er janvier 1000 comme date de la prise de Dublin par Brian Boru. Dans tous les cas, en 1000, Brian Boru pille la ville, brûle la forteresse viking et expulse Sigtryggr qui en l’absence d’appui des royaumes du nord doit se soumettre à son vainqueur.
Selon le Cogadh Gaedhil re Gallaibh, la fuite de Sigtryggr l’emmène vers le nord, d’abord vers les Ulaid puis auprès de l’Aéd de Cenél nEógain. Les deux refusent de la soutenir. Sigtrygg trouve refuge en Irlande, ensuite il revient et fait acte de sa soumission à Brian, il lui donne des otages et il est restauré à Dublin. Ces événements interviennent trois mois après la fin de l'occupation de Brian en février. Entre-temps, Sigtrygg est temporairement redevenu un « pirate » lorsqu'il effectue un raid sur Saint David's au Pays de Galles.
Sigtrygg épouse une fille de Brian par sa première femme , pendant que Brian en retour prend la mère de Sigtrygg, Gormflaith, qui avait déjà été deux fois mariée, comme seconde femme.
Dublin connait alors une longue période de paix pendant que les hommes Sigtryg servent dans les armées de Brian. Sigtryg n'a jamais oublié que l'Ulaid lui avait refusé l'aide quand il avait été contraint de fuir de Dublin, et en 1002 il prend sa revanche lorsque ses troupes participent à la campagne de Brian contre les Ulaid et ravagent leurs terres,.
Sa flotte razzie l'Ulster, et pille Kilclief et Inis Cumhscraigh, faisant de nombreux prisonniers.
Les forces de Sigtryg servent de nouveau Brian contre l'Ulaid en 1005, et contre les Uí Néill du Nord en 1006 et 1007. Après la soumission du Cenél Conaill, le dernier des royaumes Uí Néill du nord en 1011, Brian est officiellement reconnue en tant que Ard ri Érenn.

## Période de paix entre deux révoltes
Un souvenir du règne de Sigtryg au cours de ces années est conservé dans un texte islandais de la fin du Moyen Âge la Saga de Gunnlaug Langue de Serpent. Seuls quelques fragments en survivent dans les versets du Sigtryggsdrápa, un Drapa composée par le scalde Gunnlaug Illugason, qui avait visité la cour de Sigtryg .
Le poème loue Sigtryg de son ascendance royale et décrit Dublin comme une ville animée et un port prospère. Les fouilles archéologiques qui ont permis de découvrir des navires, de l'or, des vêtements et des pièces de jeux de cette époque semblent confirmer cette description. Selon le texte, Sigtryg estime que le poète doit être récompensé avec des navires et de l'or, mais après réflexion il lui offre plutôt un nouveau costume.

## Seconde révolte contre Brian Boru
- Les implantations Viking de Cork, Limerick, Waterford et Wexford
(Parties du Royaume du Munster, sous le contrôle Brien Boru)
- Le Royaume de Dublin, de Sigtryggr

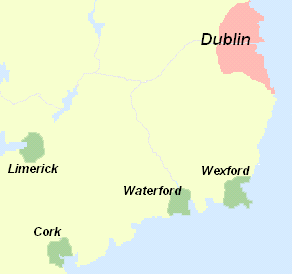
Les implantations Viking de Cork, Limerick, Waterford et Wexford
(Parties du Royaume du Munster, sous le contrôle Brien Boru)
Le Royaume de Dublin, de Sigtryggr

Vers 1010, Brian Boru divorce de la reine Gormflaith, qui commence alors par vengeance à se mettre à organiser l'opposition à l'Ard ri Erenn. Vers 1012, les relations entre Brian et le Leinster deviennent si tendues que la révolte éclate parmi les hommes de Leinster.
Sigtrygg rejoint les forces de Máel Mórda, chef des opposants avec les hommes des Ua Ruairc, Flaithbertach Ua Néill, et d'autres. Ensemble ils battent l'allié de Brian Máel Sechnaill près de la ville de Swords, alors que Brian est dans l'incapacité de venir à son secours.
Sigtrygg envoie son fils Oleif à la tête d'une flotte au Munster afin de bruler l'établissement Viking de Cork. La flotte attaque également Clear Island, parait avoir mis à mal la puissance navale de Brian qui était concentrée à Cork.
Selon la Saga de Njáll , Gormflaith « pousse son fils Sigtryggr à tuer le roi Brian », et pour ce faire elle lui recommande de rechercher à tout prix l'alliance de Sigurd le Puissant, comte des Orcades de Bróðir qui contrôle Man et d'Óspak.
Sigtrygg arrive aux Orcades pendant que Sigurd fête Yule. Au cours des festivités il est assis sur un siège élevé entre celui du comte Sigurd comte des Orcades et de celui de son beau-frère Gilli Jarl des Hébrides. La saga relève également que Sigtrygg est très intéressé par la nouvelle de l'incendie de dans lequel périt Njáll Þorgeirsson à Bergþórshvoll et de ce qui survient ensuite. Après cela, Sigtrygg engage Sigurd à partir en guerre contre Brian avec lui.
Malgré les hésitations initiales de Sigurd et contre l'avis de ses hommes, ce dernier finit par accepter et arrive à Dublin le jour des Rameaux avec ses troupes et comme condition que s'il tue Brian, il épouse Gormflaith et devienne ainsi « Roi d'Irlande »,.
Sigtrygg se rend ensuite à Man, où il persuade aussi Bróðir d'être à Dublin pour les Rameaux,, 
Il promet également à Bróðir qu'en cas de succès il épousera Gormflaith et deviendra « Roi d' Irlande »; les termes de ce contrat devant bien entendu demeurer secrets . Par contre Óspak n'est pas satisfait de cet accord , et refuse de "combattre contre un aussi bon roi".
Les forces des deux partis se rencontre lors de la Bataille de Clontarf, le Vendredi saint 23 avril 1014, un combat au cours duquel périssent de nombreux chefs des deux partis; principalement Brian et son fils Murchad pour le Munster et Máel Mórda, Sigurd et Bróðir du côté du Leinster. Pendant le combat son frère Dubgall mac Amlaiebh et son neveu Gilla Ciarain mac Gluniarain sont aussi tués 
Selon les sources irlandaises, Sigtrygg ne participe pas à la bataille, mais garde en réserve le commandement de la garnison de Dublin. Le Cogadh Gaedhil re Gallaibh note que Sigtrygg pouvait observer le déroulement des combats et les mouvements des étendards des remparts de sa forteresse.
Comme l'historien médiéviste irlandais contemporain Donnchadh Ó Corráin le note ; Sigtrygg « est sagement resté à l'intérieur de la ville et a survécu pour faire le récit ». Cependant, les anciennes sources scandinaves (principalement l' Orkneyinga saga, la Saga de Njáll le Brûlé et le Darraðarljóð, composées peu après la bataille) notent qu'il a combattu avec vaillance à Clontarf.
Le Darraðarljóð, plein de références païennes qui démontre la, persistance du paganisme parmi les Vikings de Dublin, décrit les Valkyries à la suite du « jeune roi » Sigtrygg dans la bataille. La Saga de Njáll relève que Sigtrygg commande l'aile opposée de celle commandée par Óspak de Man pendant toute la bataille, et que c'est Óspak qui finalement met le roi en fuite.

## Règne après la bataille de Clontarf
Immédiatement après la bataille de Clontarf la puissance de Sigtrygg semble décliner même s'il demeure avec son royaume intact. Mael Seachnaill II Mór, qui est de nouveau reconnu Ard ri Erenn, est sans doute le véritable bénéficiaire de la bataille.
En 1015, la peste dévaste Dublin et le Leinster, et Máel Sechnaill saisit l'opportunité pour marcher sur Dublin par le sud et en incendier les faubourgs. Cependant Sigtrygg réussit à s'allier de nouveau au Leinster pour une autre attaque contre le royaume de Mide en 1017, l'alliance se rompt lorsque Sigtrygg aveugle à Dublin son cousin Bróen, le fils et héritier de Máel Morda.
En 1018, Sigtrygg pille Kells ; il « emporte d'innonbrables dépouilles et prisonniers et tue de nombreuses personnes dans l'église même de l'abbaye de Kells ». Les captifs qui ne sont pas restitués contre une rançon font l'objet d'un lucratif commerce sur les marchés d'esclaves de Dublin.
Toutefois une victoire est aussi remportée contre Sigtrygg à Delgany dans le comté de Wicklow, lorsqu'il razzie le sud en 1021: le nouveau roi de Leinster, Augaire mac Dúnlainge, « fait un horrible carnage d'Étrangers » dans le royaume de Breifne.
En 1022, la flotte de Dublin prend la mer vers le nord contre l'Ulaid, toutefois elle est détruite lors d'un combat naval contre Niall mac Eochada, après quoi les équipages des navires norrois sont faits prisonniers.
Selon le médiéviste américain Benjamin Hudson, "les choses vont de mal en pis" pour Sigtrygg après la mort de Máel Sechnaill en 1022.
Les principaux princes d'Irlande entre en compétition pour obtenir le titre d'Ard ri Erenn et la situation politique en Irlande devient chaotique car aucun des prétendants ne parvient à affirmer sa suprématie. En conséquence « Dublin était devenue une proie pour celui qui voulait gouverner l'Irlande et capter la richesse de la ville pour financer ses ambitions ».
Des otages sont donnés par Sigtrygg à Flaithbertach Ua Néill, roi du Cenél nEógain et des Uí Néill, et à Donnchad mac Briain de Munster en 1025 et 1026 respectivement, in support of their bids[pas clair] pour le titre d'Ard ri Erenn. Ces otages ne constituent pas une garantie pour Dublin qui est victime d'un raid en 1026 par Niall mac Eochada d'Ulaid en vengeance de l'attaque navale de 1022.
Sigtrygg est obligé de conclure une nouvelle alliance avec les Hommes de Brega. En 1027, le fils de Sigtrygg Olaf rejoint Donnchad de Brega lors d'un raid sur Staholmock dans le comté de Meath. Les armées de Sigtrygg et de Donnchad sont défaites par les hommes de Mide conduits par leur roi, Roen Ua Mael Sechlainn,. Sigtrygg reprend ensuite le combat et gagne une bataille à Lickblaw où Donnchad et Roen sont tués,.
En 1029, Olaf le fils de Sigtrygg est capturé par le nouveau roi de Brega, Mathghamhain Ua Riagain. Pour sa libération, Sigtrygg est contraint de payer une rançon de 1.200 vaches, et comme autres conditions de paix exigées de lui il doit verser un supplément de 140 chevaux britanniques, 60 onces d'or et d'argent, ainsi que « l'épée de Carlus », les otages irlandais de Leinster et du Leath Cuinn, il doit donner « quatre otages à Ua Riagain comme garantie de paix, et la valeur de la vie d'un troisième otage ».". Ajouté à cela un total de 80 vaches devaient être donné pour ses frais à l'homme qui intervenait pour la libération d'Olaf. Cet incident illustre l'importance des rançons exigées pour les captifs nobles et le levier politique que cela constituait afin d'augmenter ses propres revenus et d'affaiblir les ressources de ses ennemis.
Les années 1030 voient un renouveau de la fortune de pour Sigtrygg. En 1030, il s'allie avec le roi d'Angleterre, Knut le Grand, et leurs flottes conjointes razzient le pays de Galles.
Une colonie de Vikings de Dublin s'établit au Gwynedd, et les années suivantes Sigtrygg est de nouveau au sommet de sa puissance. En 1032, sans allié, Sigtrygg obtient une victoire sur l'estuaire de la Boyne d'une ampleur que sa dynastie n'avait pas connu depuis deux décades, contre une coalition de trois royaumes: dont 300 membres du Conaill, des Ui Tortain, et des Ui Meith sont capturés ou tués lors de la Bataille de Inbher Boinne.
En 1035, il pille la célèbre église en pierre d'Ardbraccan dans le Comté de Meath, brule 200 hommes à l'intérieur, et en emmène 200 autres comme otages en captivité (Par vengeance l'église de Swords est pillée et brulée par Conchobhar Ua Maeleachlainn, qui à son tour prend du bétail et des captifs).
Pendant ce temps, la même année, en réminiscence d'un ancien conflit, Sigtrygg exécute à Dublin le roi de Waterford, Ragnall—un petit-fils d'Ivar, le premier rival de Sigtrygg, qui avait brièvement occupé Dublin des dizaines d'années auparavant. Sigtrygg est finalement forcé à abdiquer en 1036 par Echmarcach mac Ragnail, aux origines incertaines. Il meurt en exil dans un lieu inconnu en 1042.

## Union et descendance

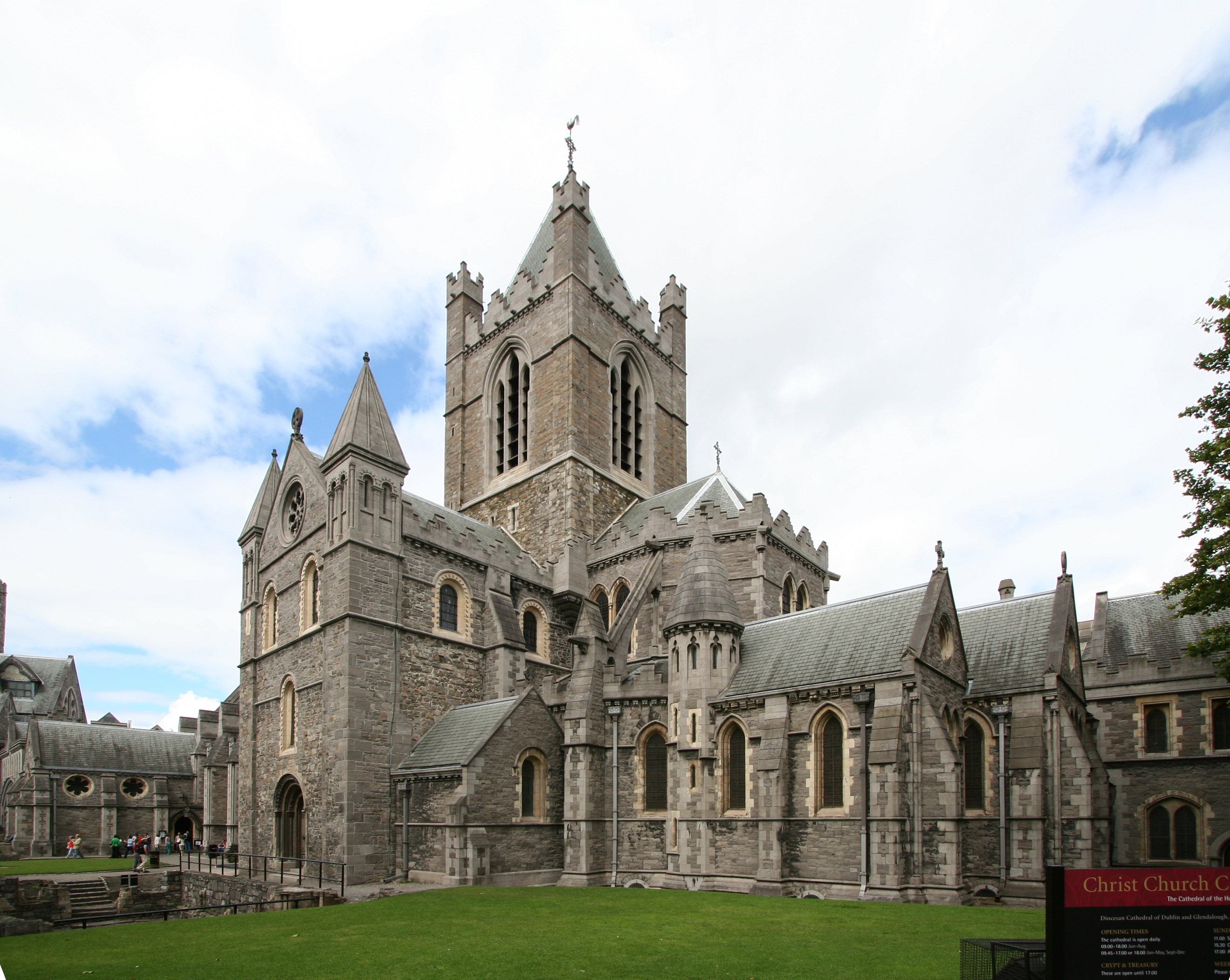
Cathédrale Christ Church de Dublin, fondée par Sigtrygg vers 1028

Sigtrygg épouse Sláine une fille de Brian Boru, avec laquelle il a un fils : Olaf (mort en 1034). Selon les Annales des quatre maîtres, Olaf « est tué par les Saxons » sur la route d'un pèlerinage à Rome. Il est le père d'une fille Ragnhild, dont Gruffydd ap Cynan et la lignée des rois de Gwynedd sont les descendants. En dehors de son union avec Sláine, Sigtrygg a cinq autres enfants: 
- Artalach († 999), tué lors de la bataille de Glenmama.
- Oleif († 1013) [10],[46] Les annales relèvent la mort d'Oleif — « fils du seigneur des Étrangers » — qui est tué en vengeance de l'incendie de Cork[49].
- Godfrey († 1036), tué au pays de Galles en 1036 par un certain Sitric, « fils de Glúniairn »— nom très commun dans les établissements vikings, s'il s'agissait du même Glúniairn que le demi-frère de Sigtrygg, Godfrey et son meurtrier seraient cousins germains[50].
- Glúniairn († 1031) tué par les gens du Royaume de Sud-Brega en 1031[51].
- Cailleach-Finnain, fille de Sigtrygg qui meurt le même mois que son père[52].

Sigtrygg est aussi selon le Oxford Dictionary of National Biography, « un patron des arts, un bienfaiteur de l'Église, et un promoteur de l'économie ». Dans les années 990, il émet les premières pièces de monnaie d'Irlande à Dublin. Il crée également l'évêché de Dublin et en 1028 et s'érige en protecteur de Dúnán (i.e: Donatus), le premier évêque mort en 1074. Il effectue un pèlerinage à Rome,. Il est possible d'attribuer à l'initiative de Sigtrygg, l'origine de l'établissement de territoires épiscopaux en Irlande selon le modèle romain, un des principaux résultats de la réforme de l'Église au XIe siècle.
Il fonde aussi la cathédrale Christ Church de Dublin, qui est de nos jours le plus ancien édifice de la cité bien que relativement récent par rapport à plusieurs cathédrales issues de monastères dans le reste de l'Irlande. Comme plusieurs autres cathédrales côtières d'Irlande elle est d'origine hiberno-norroise. La cathédrale initialement édifiée en bois a été reconstruite en pierre dans les années 1180 après l'invasion de l'Irlande par les Anglo-Normands, conduits par Richard FitzGilbert de Clare, surnommé Strongbow.

## Sources
- Liens avec University College Cork & Annales d'Ulster
- La saga de Njal le Brûlé
- Régis Boyer, Sagas islandaises : Saga de Njall le Brûlé, traduite et annotée, Paris, éditions Gallimard, 1987, 1990 p. (ISBN 2-07-011117-2)
- (en) Colmán Etchingham, « North Wales, Ireland and the Isles: the Insular Viking zone », Peritia, vol. 15,‎ 2001, p. 145-187
- (en) Seán Duffy (sld), Medieval Ireland : an encyclopedia, New York, Routledge, 2005, 1re éd., 546 p. (ISBN 0-415-94052-4), p. 429-430
- (en) Seán Duffy, Brian Boru and the Battle of Clontarf, Dublin, Gill and Macmillan, 2013, 349 p. (ISBN 978-0-7171-6207-9)
- (en) Benjamin T Hudson, Viking Pirates and Christian Princes : Dynasty, Religion, and Empire in the North Atlantic, New York, Oxford University Press, 2005, 278 p. (ISBN 0-19-516237-4, lire en ligne)
- (en) Seumas MacManus, The Story of the Irish Race : A Popular History of Ireland, Dublin, The Irish Publishing Co, 1921, 737 p. (ISBN 0-517-06408-1)
- (en) Donnchadh Ó Corráin, Ireland Before the Normans, Gill and Macmillan, 1972
- (en) Michael Richter (trad. de l'allemand), Medieval Ireland : The Enduring Tradition, Dublin, Gill & Macmillan, 2005, 217 p. (ISBN 0-7171-3293-5)
- (en) Christopher Winn, I Never Knew that About Ireland, Macmillan Publishers, 2007, 309 p. (ISBN 978-0-312-36880-7 et 0-312-36880-1, lire en ligne)
- Jean Renaud Les Vikings et les Celtes Éditions Ouest-France Université Rennes (1992)  (ISBN 2 7373 0901 8)